# Une grande année
Pour plus de détails, voir Fiche technique et Distribution.
Une grande année (A Good Year), ou Un bon cru au Québec, est un film américano-britannique réalisé par Ridley Scott et sorti en 2006.
Il s'agit d'une adaptation du roman Un bon cru de l'écrivain anglais Peter Mayle.
Le film est un échec aussi bien auprès du public que de la critique.

## Synopsis
Max Skinner est un trader avide et sans scrupule qui travaille à la City de Londres. Un jour, il hérite de son oncle Henry un vignoble en Provence. Il se rend sur les lieux et il tombe sous le charme de la France profonde, en particulier du vin, du climat méditerranéen et des femmes, surtout Fanny Chenal, jolie gérante d'un café local. Il retrouve sur le domaine de son oncle Francis Duflot, le vigneron qu’il a connu tout petit et qui veille depuis trente ans sur le vignoble.
Alors qu’il prend possession de ses terres, Max apprend qu’il est suspendu à la suite d'une de ses transactions douteuses. Il se résout à s’installer quelque temps dans la propriété. Sachant qu’un château et un vignoble peuvent valoir plusieurs millions de dollars si le vin est bon, il envisage de vendre. Mais il découvre que le domaine ne produit qu’une horrible vinasse. Alors que Max commence peu à peu à goûter la douceur de la vie provençale, une Californienne, Christie Roberts, débarque soudain et prétend qu’elle est la fille illégitime de l’oncle décédé, ce qui pourrait faire d’elle l’héritière du domaine.
Tandis que Max s’interroge sur son avenir et celui du château, il découvre dans la cave plusieurs bouteilles d’un vin nommé « Le Coin Perdu », dont on l’assure qu’il se vend très cher de la main à la main depuis des années. Sous le soleil, au cœur de la douceur de vivre provençale, Max va mener l’enquête et découvrir que la vie doit être savourée comme un grand cru et sans trop se préoccuper des soucis du quotidien.

## Fiche technique
Sauf indication contraire, les informations mentionnées dans cette section peuvent être confirmées par la base de données cinématographiques IMDb,  présente dans la section « Liens externes ».
- Titre français : Une grande année
- Titre québécois : Un bon cru
- Titre original : A Good Year
- Réalisation : Ridley Scott

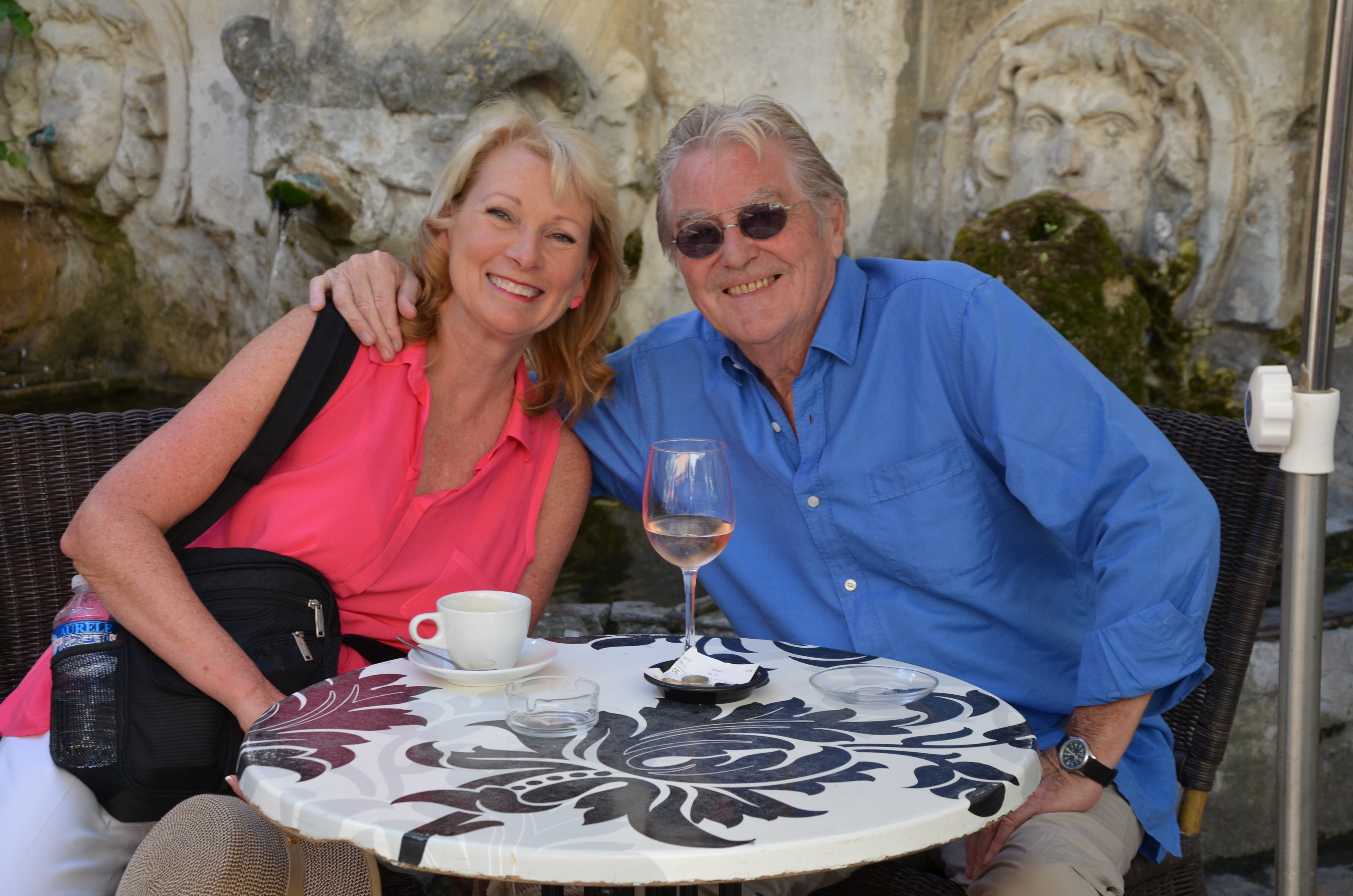
Peter Mayle en Provence.

- Scénario : Marc Klein, d'après le roman Un bon cru de Peter Mayle
- Musique : Marc Streitenfeld
- Photographie : Philippe Le Sourd
- Montage : Dody Dorn
- Direction artistique : Robert Cowper, Frederic Evard
- Décors : Sonja Klaus
- Costumes : Catherine Leterrier
- Production : Ridley Scott
  - Production déléguée : Lisa Ellzey, Branko Lustig, Julie Payne et Guy Pechard
  - Coproduction : Erin Upson Cuevas et Can Yilmaz
- Sociétés de production : Fox 2000 Pictures et Scott Free Productions
- Sociétés de distribution : Fox 2000 Pictures , Twentieth Century Fox France
- Budget : 35 000 000 $[1]
- Pays de production :  Royaume-Uni,  États-Unis
- Genre : comédie dramatique et romantique
- Langues originales : anglais, français et russe
- Dates de sortie : 
  - États-Unis : 10 novembre 2006
  - France : 3 janvier 2007

## Distribution

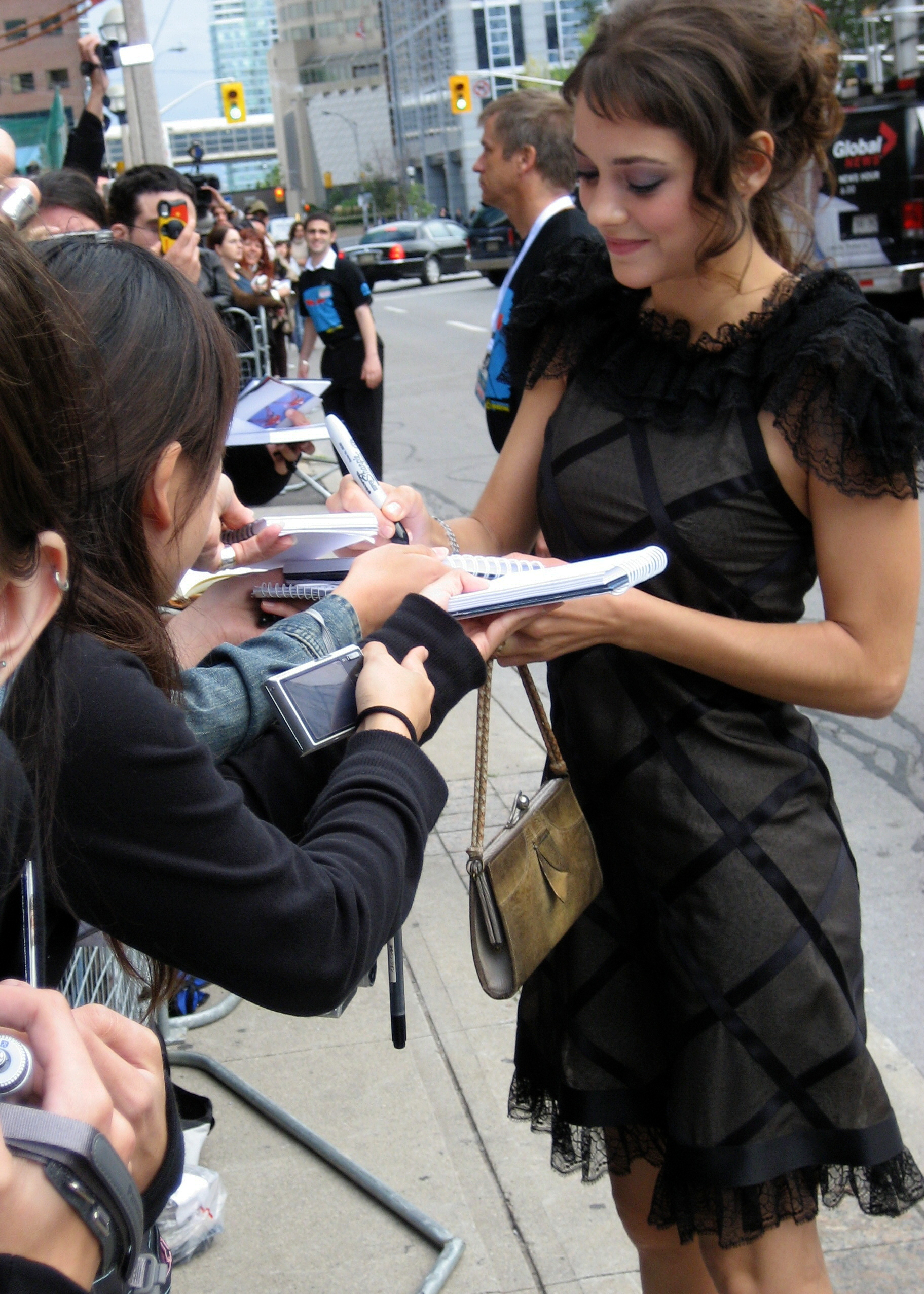
Marion Cotillard à la première du film au Festival international du film de Toronto 2006.

- Russell Crowe (VF : Philippe Vincent) : Max Skinner
- Marion Cotillard (VF : elle-même) : Fanny Chenal
- Albert Finney (VF : Georges Claisse) : oncle Henry
- Freddie Highmore (VF : Simon Koukissa) : Max Skinner, enfant
- Didier Bourdon (VF : lui-même) : Francis Duflot
- Abbie Cornish (VF : Ingrid Donnadieu) : Christie Roberts
- Tom Hollander (VF : Pierre-François Pistorio) : Charlie Willis
- Archie Panjabi (VF : Tulika Srivastava) : Gemma
- Isabelle Candelier (VF : elle-même) : Ludivine Duflot
- Jacques Herlin : Papa Duflot
- Valeria Bruni Tedeschi (VF : elle-même) : Nathalie Auzet
- Kenneth Cranham : Sir Nigel
- Gilles Gaston-Dreyfus (VF : Jean-Pierre Darroussin) : l’œnologue
- Marine Casto : Fanny, jeune
- Rafe Spall : Kenny
- Richard Coyle (VF : Éric Herson-Macarel)  : Amis, le rival de Max
- Catriona MacColl
- Giannina Facio : une employée de l'hôtel

## Production
Le cinéaste Ridley Scott et l'écrivain Peter Mayle sont voisins de vacances dans le Luberon. C'est à la suite d'un article sur le prix du vin, en 2004, que leur est venue l'idée de traiter le sujet. Ils convinrent alors que Peter écrira un roman et que Ridley l'adaptera au cinéma.
Le tournage a lieu du 29 août au 5 novembre 2005. Il se déroule à Londres pour les séquences de bourse, Bonnieux pour le domaine viticole (domaine du Château La Canorgue), Gordes pour les scènes du restaurant où travaille le personnage incarné par Marion Cotillard, Cucuron pour la scène du restaurant où Max et Fanny vont dîner (avec bassin, puis pluie).

## Bande originale
La musique du film est composée par Marc Streitenfeld. Il s'agit de sa première composition pour le cinéma, après avoir officié pour Hans Zimmer au sein de Remote Control Productions. Outre ces compositions, on peut entendre plusieurs chansons non originales dans le film :
- Dans la bande-annonce du film, on entend Moi... Lolita d'Alizée. Cette chanson passe dans le film lorsque le personnage de Russell Crowe roule dans la campagne française avec sa voiture.
- Lors de la remise en état du domaine par Max Skinner (aux alentours de la 42e minute), on peut entendre la chanson Hey Joe de Billy Roberts dans la version française interprétée par Johnny Hallyday.
- Lorsque le personnage de Russell Crowe aide comme serveur, on entend une chanson interprétée par Jean Gabin, Quand on se promène au bord de l'eau.
- Lorsque le personnage de Russell Crowe dîne avec le personnage de Marion Cotillard, un chanteur entonne Boum ! de Charles Trenet.

## Accueil
Le film reçoit des critiques globalement négatives. Sur l'agrégateur américain Rotten Tomatoes, il ne récolte que 25 % d'opinions favorables pour 134 critiques et une note moyenne de 4,8⁄10.Télérama estime que le film « inflige à peu près tous les clichés possibles » et que « la magie […] ne traverse jamais l'écran ». Le consensus suivant résume les critiques compilées par le site : « A Good Year est l'exemple parfait d'un réalisateur et d'un acteur de premier ordre sortis de leur domaine de spécialité pour une comédie à l'eau de rose manquant de charme et d'humour. » (« A Good Year is a fine example of a top-notch director and actor out of their elements, in a sappy romantic comedy lacking in charm and humor. »). Sur Metacritic, il obtient une note moyenne de 47⁄100 pour 33 critiques.
En France, le film obtient une note moyenne de 1,9⁄5 sur le site Allociné, à partir de l'interprétation de 26 critiques de presse recensées.
Produit pour un budget de 35 millions de dollars, le film n'en récolte que 42 269 923 $ dans le monde, dont 7,5 millions sur le sol américain. En France, Une grande année n'attire que 166 550 spectateurs en salles.